# Boronia rhomboidea
Boronia rhomboidea är en vinruteväxtart som beskrevs av William Jackson Hooker. Boronia rhomboidea ingår i släktet Boronia och familjen vinruteväxter. Inga underarter finns listade i Catalogue of Life.